# Sân bay Sultan Aji Muhamad Sulaiman

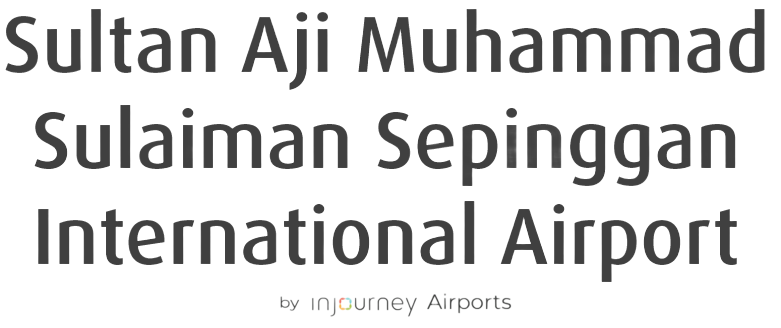
Logo của sân bay Sultan Aji Muhammad Sulaiman

Sân bay Sultan Aji Muhammad Sulaiman, tên giao dịch quốc tế Sultan Aji Muhammad Sulaiman Airport, (IATA: BPN, ICAO: WALL) là sân bay chính phục vụ khu vực Đông Kalimantan trên đảo Kalimantan, Indonesia.  Sân bay cách Balikpapan 4,5 km về phía đông. Sân bay này bắt đầu giai đoạn vận hành mới từ năm 1997 với nhà ga và đường băng mới thay thế công trình cũ.

## Các hãng hàng không và các điểm đến
Các hãng sau đây hoạt động ở Balikpapan:
- Garuda Indonesia (Jakarta)
- Sriwijaya (Jakarta, Surabaya)